# 徐绾
徐绾（9世纪—903年），唐朝末年军阀钱镠部下武将，后发动“武勇都之乱”。

## 生平
原为军阀淮南节度使孙儒部将。孙儒被宁国军节度使杨行密败杀，徐绾率士卒投奔镇海节度使钱镠。钱镠爱其骁勇，以其兵隶属中军，号武勇都，署徐绾为右都指挥使。行军司马杜棱切谏“狼子野心，他日必为深患”，请以士人取代徐绾，钱镠不许。
乾宁年间，钱镠因徐绾守御有功，委为心腹。但锦城一战，徐绾没有力战，钱镠开始厌恶他。
天复二年（902年）八月，钱镠巡行衣锦城，命徐绾率众治理田间水道。副使成及很听闻士卒有怨言，请求罢此事，钱镠不许。钱镠要回镇海军军部杭州，宴请诸将，徐绾图谋在席间杀钱镠，不果，称病先出，钱镠以为有蹊跷。数日后，命徐绾率所部先归杭州。徐绾到外城，就纵兵焚掠，左都指挥使许再思也率迎侯兵响应，合兵进逼牙城。钱镠子钱传瑛及部将三城都指挥使马绰、陈为、牙将潘长等闭门拒敌，潘长攻打徐绾，徐绾退屯龙兴寺。钱镠回杭州，在龙泉闻变，召幕僚叶简占卜。叶简说：“贼不能奈何我。”钱镠说：“淮人（指时任淮南节度使杨行密势力）将和他们勾结吗？”叶简说：“淮人不来，宣城（指杨行密部下时任宁国军节度使田頵，军部在宣州）会助贼，但宣城明年也会败亡，不足虑。”钱镠疾驰到北郭门，不得入，让成及打着自己的旗号与徐绾交战，斩首百余级，钱镠本人才得以微服乘小船趁夜到牙城东北隅越城而入。杜棱之子武安都指挥使杜建徽从新城入援，徐绾堆积木头要焚烧北门，杜建徽都烧了它们。湖州刺史高彦闻变，遣其子高渭、同守湖州的越州都指挥使屠瑰智率兵入援。高渭和屠瑰智到灵隐山徐绾屯兵处，被徐绾军包围，两人从早上力战到午后，被徐绾伏兵所杀。钱镠因杜棱有先见之明而命使者祭祀其坟墓。
九月，有人劝钱镠渡江东去镇东军（当时亦属钱镠）军部越州，以避徐、许之难。杜建徽按剑叱责他：“如果事不济，同死在这里，岂可再东渡！”钱镠遣马绰、王荣、杜建徽等分屯诸门，担心徐绾等据越州，遣大将顾全武率兵去戍守。顾全武说：“去越州还不如去广陵（淮南军部）。”钱镠问：“为什么？”答：“听闻徐绾等图谋召田頵，田頵到了，淮南再帮助他们，就敌不住了。”杜建徽认为钱镠曾帮杨行密对抗孙儒，应该告急于杨行密求其报恩。钱镠派顾全武告急于杨行密，儿子钱传璙微服扮作顾全武的仆人，一起去广陵，且请求与杨行密结亲，以钱传璙娶杨行密女。
徐绾等果然召田頵，田頵引兵前去，先派亲吏何饶劝钱镠去越州以免士卒受戮，钱镠答：“军中叛乱，哪里没有！公是节帅，却助贼为逆。战就战，何必大言！”于是田頵筑垒，断绝钱镠来往道路。钱镠以为患，招募能夺田頵寨者赏以州刺史。衢州制置使陈璋率兵将三百出城奋击夺田頵营寨，钱镠就以他为衢州刺史。田頵也趁机纵兵大掠，挖了埋葬已故僧人文喜的塔，发现文喜肉身如故，盘绕着头发和爪子，以为怪异。
十二月，杨行密催田頵回师，田頵取钱镠百万钱，以钱镠子钱传瓘为人质回师。徐绾与许再思都随田頵回宣州。越州客军指挥使张洪是徐绾党羽，产生疑心，率步兵三百奔衢州投靠陈璋。睦州刺史陈询也因担心为钱镠所忌，私通田頵。
三年（903年），田頵起事反对杨行密。九月，杨行密部下行军司马李神福在皖口打败田頵部将王坛、汪建，擒获徐绾，杨行密用囚车将他送到镇海军，钱镠剖其心祭奠高渭。

## 评价
- 《十国春秋》论曰：徐绾狼子野心，终成乱阶，岂武肃（钱镠）智出杜司马下乎！[2]

## 電視劇
- 2006年--胡明凱執導古裝劇《吳越錢王》，徐绾由國永振飾演。[13]